# Dennis Ballwieser
Dennis André Ballwieser (* 9. August 1980 in Frankfurt am Main) ist ein deutscher Arzt, Journalist, Verlagsmanager und Buchautor. Seit Juni 2015 ist er gemeinsam mit Andreas Arntzen Geschäftsführer des Wort & Bild Verlags in Baierbrunn bei München.
Schwerpunkte seiner journalistischen Arbeit sind Medizin, Gesundheit und Gesundheitskommunikation, Digitalisierung und digitale Medizin sowie allgemeine Wissenschaft und ärztliche Ethik.

## Biografie
Dennis Ballwieser studierte Medizin an der Ludwig-Maximilians-Universität München. Nach der ärztlichen Vorprüfung (Physikum) absolvierte er die Ausbildung zum Redakteur an der Deutschen Journalistenschule in München. Im Anschluss daran setzte er sein Medizinstudium fort und schloss es mit der Approbation ab. Er promovierte sich an der Kinderklinik und Kinderpoliklinik im Dr. von Haunerschen Kinderspital der LMU München mit einer Arbeit über die Untersuchung von Hitzeschockproteinen als prognostischer Faktor des akuten Nierenversagens bei Kindern.
Von 2010 bis 2012 arbeitete er als Assistenzarzt in der Klinik für Anaesthesiologie des Klinikums der Universität München. 2012 wechselte er als Redakteur zu Spiegel Online nach Hamburg in das Ressort Gesundheit. 2014 ging er zurück ans Klinikum der Universität München und parallel zum Wort & Bild Verlag. Seit 2015 verantwortet er als redaktioneller Geschäftsführer im Wort & Bild Verlag die Inhalte der Verlagspublikationen (z. B. Apotheken Umschau, Apotheken-Umschau.de).
In seiner Zeit als freier Journalist arbeitete Ballwieser unter anderem für die Süddeutsche Zeitung, den Spiegel, den Stern und den Bayerischen Rundfunk.
Ballwieser unterrichtet als Dozent an der Deutschen Journalistenschule und der Universität Bremen.
Dennis Ballwieser ist verheiratet und hat zwei Kinder.

## Bücher
Ballwieser hat 2007 den Ratgeber „Abnehmen kann jeder“ bei Knaur veröffentlicht. 2014 folgte gemeinsam mit Heike Le Ker bei KiWi das Buch „Ein rätselhafter Patient“ zu der gemeinsamen Kolumne bei Spiegel Online.
Gemeinsam mit Leif Kramp, Leonard Novy und Karsten Wenzlaff gab Ballwieser 2013 den wissenschaftlichen Sammelband „Journalismus in der digitalen Moderne“ bei Springer VS heraus.

## Auszeichnungen
2013 ging der Journalistenpreis der Deutschen Gesellschaft der Plastischen, Rekonstruktiven und Ästhetischen Chirurgen (DGPRÄC e. V.) für den Artikel „Schlecht beraten unters Messer“ von Heike Le Ker und Ballwieser an Spiegel Online.